# Direitos LGBT no Paquistão
Os direitos de lésbicas, gays, bissexuais e transgêneros (LGBT) no Paquistão são considerados tabus. Mesmo nas grandes cidades, gays e lésbicas precisam ser altamente discretos sobre sua orientação sexual. A lei paquistanesa prescreve sanções penais por atos sexuais entre pessoas do mesmo sexo. O Código Penal do Paquistão de 1860, originalmente desenvolvido sob o Raj britânico, pune a homossexualidade com uma possível sentença de prisão e tem outras disposições que afetam os direitos humanos dos paquistaneses LGBTs, sob o pretexto de proteger a moralidade e a ordem públicas. A punição pode levar à pena de morte sob a sharia, no entanto, não há casos conhecidos em que a pena de morte tenha sido aplicada à pessoas LGBTs, conforme a Associação Internacional de Gays e Lésbicas. Apesar de ilegal, os atos de homossexualidade nem sempre são processados no país. No entanto, a infecção pelo HIV, que afeta homens e mulheres heterossexuais, continua sendo um problema sério.
A discriminação e a desaprovação da comunidade LGBT, juntamente com o estigma social associado, resultam principalmente de crenças religiosas e dificultam o relacionamento entre as pessoas LGBT. No entanto, a comunidade LGBT ainda é capaz de socializar, organizar, namorar e até viver juntos como casais, se tais circunstâncias ocorrerem em segredo.
Encontros sexuais entre parceiros do mesmo sexo são mais acessíveis em grandes cidades como Karachi e Lahore, especialmente para gays e bissexuais. Como resultado da globalização, do aumento das tendências de liberalização e do avanço da tolerância social, os relacionamentos gays privados no Paquistão aumentam há vários anos. Além disso, há um número crescente de indivíduos - especialmente aqueles nascidos de pais que foram educados no mundo desenvolvido, que geralmente são graduados em universidades e têm algum tipo de entendimento sobre evolução e sexualidade - que estão saindo com seus amigos e relacionando-se com parceiros do mesmo sexo.
Em 2018, o Parlamento aprovou a Lei de Pessoas Trans (Proteção de Direitos), que estabeleceu amplas proteções para as pessoas trans. Anteriormente, em uma decisão histórica de 2009, a Suprema Corte do Paquistão decidiu em favor dos direitos civis dos cidadãos transgêneros, e outras decisões judiciais confirmaram e aumentaram esses direitos. O Paquistão não possui leis de direitos civis para proibir a discriminação ou assédio com base na orientação sexual. Nem o casamento entre pessoas do mesmo sexo nem as uniões civis são permitidos pelas leis atuais e quase nunca são trazidos à tona no discurso político.

## Opinião pública
A opinião pública sobre a política LGBT é complexa. Em junho de 2013, o Pew Research Center declarou que, dos 39 países estudados, o Paquistão era um dos menos aceitadores da homossexualidade, com 87% dos entrevistados dizendo que "a homossexualidade não deve ser aceita pela sociedade".
De acordo com uma pesquisa de 2017 realizada pela Associação Internacional de Gays, Lésbicas, Bissexuais e Transexuais, uma pluralidade de 45% dos paquistaneses concordou que gays, lésbicas e bissexuais deveriam gozar dos mesmos direitos que as pessoas heterossexuais, enquanto 36% discordaram (com o restante se mostrando indeciso). Além disso, 41% concordaram que a população LGBT deveria ser protegida da discriminação no local de trabalho. 46% dos paquistaneses, no entanto, disseram que as pessoas que mantêm relações homossexuais devem ser consideradas criminosas, enquanto 31% discordam. Quanto às pessoas trans, 49% concordaram que deveriam ter os mesmos direitos civis que os heterossexuais, 51% acreditavam que deveriam ser protegidos da discriminação no local de trabalho e 44% acreditavam que deveriam ter permissão para mudar seu sexo legal.
Além disso, de acordo com a mesma pesquisa, cerca de 40% dos paquistaneses tentariam "mudar" a orientação sexual de um vizinho se descobrissem que ele ou ela era gay.